# Christian Zeller
Julius Christian Johannes Zeller, född 24 juni 1822 i Mühlhausen vid Stuttgart, död 31 maj 1899 i Cannstatt vid Stuttgart, var en tysk matematiker.
Han studerade matematik, geografi och teologi. Senare blev han rektor i en skola i Markgröningen, Baden-Württemberg. 1882 hittade han en formel för att beräkna veckodagen till ett önskat datum. Med en annan formel beräknade han påskdagens datum för ett önskat år (Zellers kongruens).